# جمعية شارير فينسيو الرياضية
جمعية رياضية شارير فينسيو فرنسا (AS-Charréard لكرة الصالات Venissieux فرنسا أو CSA)، هو أول ناد لكرة الصالات مدينة Venissieux فرنسا في رون. أنشئ في عام 2002،لازال النادي يكبر منذ تأسيسه. فريق جهوي صغير في موسم 2007/2008, تسلق  مجموعة من الفرق المشاركة في أول Championnat فرنسا لكرة القدم داخل الصالات، المسامة التحدي لكرة الصالات الوطنية
, « شعار نادي "AS Charréard أكثر من حي."

## التاريخ
أنشئ في عام 2002، , l'AS Charréard-Vénissieux هو في المقام الأول نادي الحي.وقفز النادي مستويات  للوصول إلى فجر موسم 2004-2005 في بطولة النخبة.
موسم 2004/2005 نجح الفريق في التأهل في الدور قبل النهائي الوطنية للكأس فرنسا لكرة الصالات ونجح في المركز الثالث في بطولة النخبة.
موسم 2005/2006 للنادي هو عام أول بطولة له مع كأس رون لكرة الصالات 2006. وكان عام 2006 أيضا العام عندما اختير فؤاد نجاري في فريق فرنسا لكرة الصالات للمشاركة في المكتشفة في كليرفونتين.
في الفترة 2006-2007، ذهب بعيدا في كأس فرنسا. تأهل النادي للمستقبل التحدي الوطني لكرة الصالات الذي سيعقد في نفس الموسم.
موسم 2007-2008 هو أن إعادة الإعمار. وبالفعل، فقد تم تجديد ما لا يقل عن 50٪ من القوى العاملة في أعقاب توقف رحيل وكبار اللاعبين الآخرين من الموسم الماضي. وهكذا، لتعويض رحيل سبعة لاعبين، شهد الفريق كثيرا من وصوله. وكانت القوى العاملة الشابة، بمتوسط عمر 20. شباب القوى العاملة، وتجديد جزء كبير من فريق يفسر رحيل ينضب من النادي في التحدي الوطني لكرة الصالات مع ثلاث هزائم في العديد من المباريات. ومع ذلك، وفقا لمصلحة اللاعبين وتعليقات المعارضين، هذا النادي سيكون فريق لمشاهدة في المواسم المقبلة

### تشكيلة

#### موسم 2008-2009
- حارس المرمى
  - 1 إيم ديدي 
  - 12 سانكيكلي فتحي
- الاعبون
  - 2 معارف محمد 
  - 3 نجاري فؤاد 
  - 4 بن سالم كريم 
  - 5 زيديوي مهدي
  - 6 بلحاج سمير
  - 7 مباستي انيس 
  - 8 خلاف محمد 
  - 9 كوشرات عادل 
  - 10 كاجور رمزي 
  - 11 نجاري امين 
  - 12 حماني نادر

## الجوائز
- كأس رون لكرة الصالات 2006 الدور النهائي في عام 2007 ;
- كأس رون ألب لكرة الصالات 2006 ;
- نصف نهائي كأس فرنسا لكرة الصالات 2005 و 2007.

## رؤساء النادي
- 2002-2005 : نجاري نبيل
- منذ عام 2005: مصطفى دخيل

## الأماكن
L'AS Charréard-Vénissieux, تتضمن ثلاث صالات رياضية في بلدة فينيسيس  :
- صالة رياضية ميشلين اوتسيميير: أنه يقع في Charréard حي وأنه هو مكان تدريب فريق كبير.
- صالة رياضية ثانوية جاك بريل، لتدريبات ;
- صالة رياضية جاك انكتيل-ثانوية مارسيل سومبا: إنه يساعد على مباريات النادي وحفل لأمسيات جميلة الكؤوس .